# Daniel Cave
Daniel Cave (9 de febrero de 1999) es un deportista australiano que compite en natación. Ganó una medalla de plata en el Campeonato Mundial de Natación de 2017, en la prueba de 4 × 100 m estilos.

## Palmarés internacional
| Campeonato Mundial | Campeonato Mundial | Campeonato Mundial | Campeonato Mundial |
| Año                | Lugar              | Medalla            | Prueba             |
| ------------------ | ------------------ | ------------------ | ------------------ |
| 2017               | Budapest (Hungría) | Medalla de plata   | 4 × 100 m estilos  |